# Clara Klinghoffer

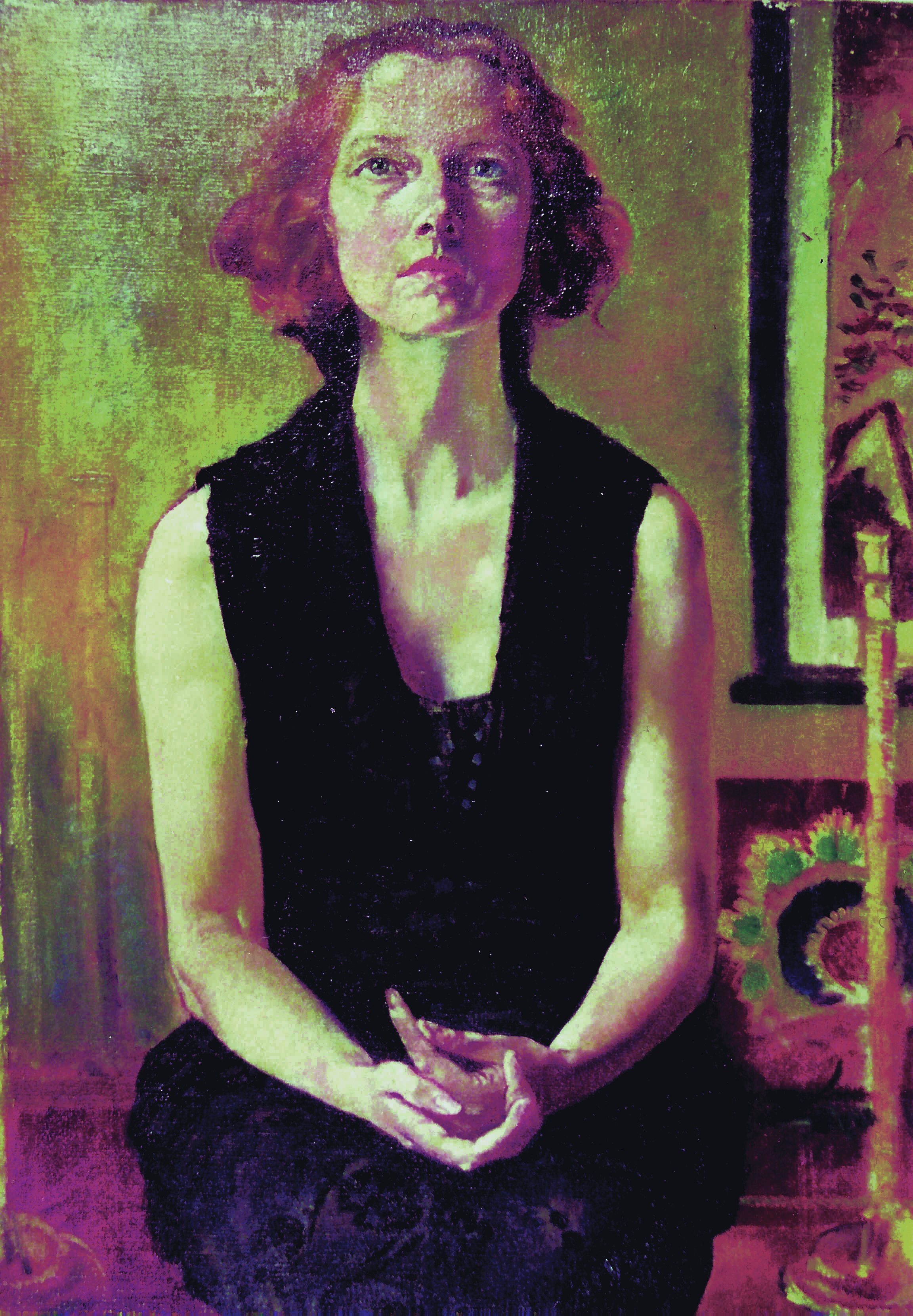
Die Pianistin Brigit Patmore, London, 1923 von Clara Klinghoffer

Clara Klinghoffer, geb. Chaje Esther (* 18. Mai 1900 in Szczerzec, Galizien, Österreich-Ungarn; † 18. April 1970 in London, Vereinigtes Königreich) war eine britische Malerin, Zeichnerin und Grafikerin österreichisch-jüdischer Herkunft. Sie wurde für ihre Porträts und figurativen Werke bekannt, die oft mit der Kunst der Renaissance verglichen wurden.

## Leben
Clara Klinghoffer wurde 1900 in Szczerzec (heute Shchyrets, Ukraine) geboren. Im Alter von drei Jahren emigrierte ihre Familie nach England und ließ sich zunächst in Manchester nieder, bevor sie ins Londoner East End zog. Schon in jungen Jahren zeichnete sie und nahm 1914 kurzzeitig Unterricht am John Cass Institute in Aldgate, bevor sie an die Central School of Arts and Crafts wechselte. Sie machte sich schnell einen Namen als das „Mädchengenie“ und erhielt ein Stipendium für die Slade School of Fine Art (1918–20). Noch während ihres Studiums hatte sie auf Empfehlung von Alfred Wolmark 1920 ihre erste Ausstellung in der Hampstead Art Gallery. Es folgten weitere Einzelausstellungen in renommierten Londoner Galerien, unter anderem in den Salons der Goupil Gallery, wo ihre Zeichnungen, vor allem Studien von Frauen und Kindern (oft nach ihren sechs Schwestern), häufig mit Raffael verglichen wurden.
Clara Klinghoffer stellte im New English Art Club (NEAC), in der London Group, im Women's International Club, in der Royal Academy und im Carnegie International aus. In den Jahren 1923 und 1927 wurden ihre Werke in der Whitechapel Art Gallery in Ausstellungen über „jüdische Kunst“ gezeigt (obwohl sie diese Bezeichnung nicht mochte). 1926 heiratete sie den niederländischen Journalisten Joop Stoppelman, mit dem sie 1928 nach Paris zog. Nach einer Einzelausstellung in Amsterdam 1928 siedelten sie 1930 mit ihren Kindern nach Holland über. Sie stellte weiterhin in der NEAC in London aus, deren Mitglied sie 1933 wurde. Angesichts der drohenden deutschen Invasion zog die Familie 1939 erneut um, diesmal nach Amerika und ließ sich in New York nieder, wo Klinghoffer weitere Einzelausstellungen hatte. In ihren letzten Lebensjahren litt ihr Werk jedoch unter der sinkenden Nachfrage nach figurativer Malerei. Clara Klinghoffer verstarb 1970 in London. Zuletzt wurde ihr Werk 2018 in zwei Ausstellungen gezeigt, die vernachlässigte Künstlerinnen wiederentdecken: „Prize and Prejudice“ (UCL) und „50 50: Fifty Works by Fifty British Women Artists 1900-1915“ (Mercer's Hall, London; und University of Leeds). Sie ist in britischen Sammlungen vertreten, darunter die Aberdeen Art Gallery, das British Museum, Kettle’s Yard, die National Portrait Gallery und die Tate.

## Werk
Clara Klinghoffers Werk konzentrierte sich auf Porträts und figürliche Darstellungen, häufig von Familienmitgliedern, Freunden und bekannten Persönlichkeiten wie Winston Churchill, Vivien Leigh und Isaac Bashevis Singer. Ihr Stil wurde für seine klassische Zeichentechnik und einfühlsame Darstellung gelobt. Kritiker verglichen ihre Arbeiten mit denen von Leonardo da Vinci und Raffael.